# 中华人民共和国第十一届运动会开幕式
中华人民共和国第十一届运动会开幕式于北京时间2009年10月16日晚上8时正在济南奥体中心体育场举行。中共中央总书记、中国国家主席胡錦濤、國際奧林匹克委員會主席羅格出席開幕式。

## 流程
- 中共山東省委副書記、山東省人民政府省長姜大明主持開幕式
- 中华人民共和国国旗、中華人民共和國運動會會旗、中華人民共和國第十一屆運動會會旗入場
- 裁判員代表、46支參賽代表團入場
- 升中华人民共和国国旗、奏中华人民共和国国歌
- 山东省委书记、山东省人大常委会主任姜异康致欢迎辞
- 第十一届全运会组委会主任、国家体育总局局长刘鹏将致开幕辞
- 中共中央总书记兼中国国家主席胡锦涛宣布第十一屆全运会开幕
- 焰火表演
- 升全运会会旗及第十一届全运会会旗、奏第十一届全运会会歌
- 运动员代表宣誓
- 裁判员代表宣誓
- 韦唯、雷岩合唱十一运会会歌《共圆精彩》

文艺表演：和谐盛世齐鲁情
- 序：紫气东来
  - 时空迭影
  - 全运同辉
- 第一篇章：齐鲁魂
  - 雄峙天地
  - 圣贤之光
  - 长河入海
  - 拥抱蔚蓝
  - 荷红柳翠
  - 漱玉古韵
- 第二篇章：和谐风
  - 扇舞气畅
  - 鸢飞凤鸣
- 第三篇章：祖国颂
  - 歌唱祖国

點燃火炬
- 刘春红
- 王峰、王丹伉儷
- 許振超、李登海、徐洪剛
- 王皓、黃金寶、张小平、呂曉磊、周玉新

开幕式主题歌《相亲相爱》
- 由孙楠、陳慧琳、古卓文和張惠妹合唱